# اکنکریچ
اکنکریچ (به آلمانی: Achenkirch) یک سکونتگاه مسکونی در اتریش است که در Schwaz District واقع شده‌است.

## خصوصیات
اکنکریچ ۱۱۳٫۹۵ کیلومترمربع مساحت دارد ۹۱۶ متر بالاتر از سطح دریا واقع شده‌است.